# Vòng loại Giải vô địch bóng đá thế giới 1998 – Khu vực châu Á
Khu vực châu Á của vòng loại Giải vô địch bóng đá thế giới 1998 đóng vai trò là vòng loại của Giải vô địch bóng đá thế giới 1998, được tổ chức tại Pháp, dành cho các đội tuyển quốc gia là thành viên của Liên đoàn bóng đá châu Á (AFC). Tổng cộng có 3,5 suất (3 suất trực tiếp và 1 suất vào vòng play-off liên lục địa) trong tống số 32 suất của vòng chung kết có sẵn cho các đội tuyển AFC.

## Thể thức
Cấu trúc vòng loại bao gồm ba vòng:
- Vòng 1: 36 đội tuyển được chia thành 10 bảng, mỗi bảng gồm ba hoặc bốn đội. Các đội trong bảng thi đấu vòng tròn hai lượt, trừ bảng 10 chỉ thi đấu một lượt. Đội đứng đầu mỗi bảng tiến vào vòng 2.
- Vòng 2: 10 đội nhất bảng từ vòng 1 được chia thành hai bảng, mỗi bảng năm đội. Các đội thi đấu với nhau theo thể thức vòng tròn hai lượt trên sân nhà và sân khách. Đội nhất bảng giành quyền tham dự vòng chung kết, trong khi đội nhì bảng tiếp tục vào vòng 3.
- Vòng 3 (play-off): Hai đội nhì bảng từ vòng 2 thi đấu một trận duy nhất tại địa điểm trung lập. Đội thắng tiến vào World Cup, còn đội thua tham dự trận play-off liên lục địa với đại diện của OFC.

## Vòng 1

### Bảng 1
| VT | Đội               | ST | T | H | B | BT | BB | HS  | Đ  | Giành quyền tham dự |     | Ả Rập Xê Út | Malaysia | Đài Bắc Trung Hoa | Bangladesh |
| -- | ----------------- | -- | - | - | - | -- | -- | --- | -- | ------------------- | --- | ----------- | -------- | ----------------- | ---------- |
| 1  | Ả Rập Xê Út (H)   | 6  | 5 | 1 | 0 | 18 | 1  | +17 | 16 | Vòng 2              |     |             | 3–0      | 6–0               | 3–0        |
| 2  | Malaysia (H)      | 6  | 3 | 2 | 1 | 5  | 3  | +2  | 11 |                     |     | 0–0         |          | 2–0               | 2–0        |
| 3  | Đài Bắc Trung Hoa | 6  | 1 | 1 | 4 | 4  | 13 | −9  | 4  |                     | 0–2 | 0–0         |          | 1–2               |            |
| 4  | Bangladesh        | 6  | 1 | 0 | 5 | 4  | 14 | −10 | 3  |                     | 1–4 | 0–1         | 1–3      |                   |            |

### Bảng 2
| VT | Đội        | ST | T | H | B | BT | BB | HS  | Đ  | Giành quyền tham dự |      | Iran | Syria | Kyrgyzstan | Maldives |
| -- | ---------- | -- | - | - | - | -- | -- | --- | -- | ------------------- | ---- | ---- | ----- | ---------- | -------- |
| 1  | Iran (H)   | 6  | 5 | 1 | 0 | 39 | 3  | +36 | 16 | Vòng 2              |      |      | 2–2   | 3–1        | 9–0      |
| 2  | Syria (H)  | 6  | 3 | 1 | 2 | 30 | 5  | +25 | 10 |                     |      | 0–1  |       | 3–0        | 12–0     |
| 3  | Kyrgyzstan | 6  | 3 | 0 | 3 | 12 | 14 | −2  | 9  |                     | 0–7  | 2–1  |       | 3–0        |          |
| 4  | Maldives   | 6  | 0 | 0 | 6 | 0  | 59 | −59 | 0  |                     | 0–17 | 0–12 | 0–6   |            |          |

1. ↑  FIFA xử Syria thắng 3–0 vì Kyrgyzstan đến sân muộn.
2. ↑  Trận đấu này đã phá kỷ lục trận đấu có tỷ số chênh lệch nhất trong các trận đấu cấp độ A của FIFA, kỷ lục trước đó thuộc về trận Đan Mạch 17–1 Pháp tại Thế vận hội Mùa hè 1908.

### Bảng 3
| VT | Đội         | ST | T | H | B | BT | BB | HS | Đ  | Giành quyền tham dự |     | Các Tiểu vương quốc Ả Rập Thống nhất | Jordan | Bahrain |
| -- | ----------- | -- | - | - | - | -- | -- | -- | -- | ------------------- | --- | ------------------------------------ | ------ | ------- |
| 1  | UAE (H)     | 4  | 3 | 1 | 0 | 7  | 1  | +6 | 10 | Vòng 2              |     |                                      | 2–0    | 3–0     |
| 2  | Jordan      | 4  | 1 | 1 | 2 | 4  | 4  | 0  | 4  |                     |     | 0–0                                  |        | 4–1     |
| 3  | Bahrain (H) | 4  | 1 | 0 | 3 | 3  | 9  | −6 | 3  |                     | 1–2 | 1–0                                  |        |         |

### Bảng 4
| VT | Đội          | ST | T | H | B | BT | BB | HS  | Đ  | Giành quyền tham dự |      | Nhật Bản | Oman | Ma Cao | Nepal |
| -- | ------------ | -- | - | - | - | -- | -- | --- | -- | ------------------- | ---- | -------- | ---- | ------ | ----- |
| 1  | Nhật Bản (H) | 6  | 5 | 1 | 0 | 31 | 1  | +30 | 16 | Vòng 2              |      |          | 1–1  | 10–0   | 3–0   |
| 2  | Oman (H)     | 6  | 4 | 1 | 1 | 14 | 2  | +12 | 13 |                     |      | 0–1      |      | 4–0    | 1–0   |
| 3  | Ma Cao       | 6  | 1 | 1 | 4 | 3  | 28 | −25 | 4  |                     | 0–10 | 0–2      |      | 2–1    |       |
| 4  | Nepal        | 6  | 0 | 1 | 5 | 2  | 19 | −17 | 1  |                     | 1–6  | 0–6      | 1–1  |        |       |

### Bảng 5
| VT | Đội        | ST | T | H | B | BT | BB | HS  | Đ  | Giành quyền tham dự |     | Uzbekistan | Yemen | Indonesia | Campuchia |
| -- | ---------- | -- | - | - | - | -- | -- | --- | -- | ------------------- | --- | ---------- | ----- | --------- | --------- |
| 1  | Uzbekistan | 6  | 5 | 1 | 0 | 20 | 3  | +17 | 16 | Vòng 2              |     |            | 5–1   | 3–0       | 6–0       |
| 2  | Yemen      | 6  | 2 | 2 | 2 | 10 | 7  | +3  | 8  |                     |     | 0–1        |       | 1–1       | 7–0       |
| 3  | Indonesia  | 6  | 1 | 4 | 1 | 11 | 6  | +5  | 7  |                     | 1–1 | 0–0        |       | 8–0       |           |
| 4  | Campuchia  | 6  | 0 | 1 | 5 | 2  | 27 | −25 | 1  |                     | 1–4 | 0–1        | 1–1   |           |           |

### Bảng 6
| VT | Đội       | ST | T | H | B | BT | BB | HS | Đ  | Giành quyền tham dự |     | Hàn Quốc | Thái Lan | Hồng Kông |
| -- | --------- | -- | - | - | - | -- | -- | -- | -- | ------------------- | --- | -------- | -------- | --------- |
| 1  | Hàn Quốc  | 4  | 3 | 1 | 0 | 9  | 1  | +8 | 10 | Vòng 2              |     |          | 0–0      | 4–0       |
| 2  | Thái Lan  | 4  | 1 | 1 | 2 | 5  | 6  | −1 | 4  |                     |     | 1–3      |          | 2–0       |
| 3  | Hồng Kông | 4  | 1 | 0 | 3 | 3  | 10 | −7 | 3  |                     | 0–2 | 3–2      |          |           |

### Bảng 7
| VT | Đội       | ST | T | H | B | BT | BB | HS | Đ  | Giành quyền tham dự |     | Kuwait | Liban | Singapore |
| -- | --------- | -- | - | - | - | -- | -- | -- | -- | ------------------- | --- | ------ | ----- | --------- |
| 1  | Kuwait    | 4  | 4 | 0 | 0 | 10 | 1  | +9 | 12 | Vòng 2              |     |        | 2–0   | 4–0       |
| 2  | Liban     | 4  | 1 | 1 | 2 | 4  | 7  | −3 | 4  |                     |     | 1–3    |       | 1–1       |
| 3  | Singapore | 4  | 0 | 1 | 3 | 2  | 8  | −6 | 1  |                     | 0–1 | 1–2    |       |           |

### Bảng 8
| VT | Đội          | ST | T | H | B | BT | BB | HS  | Đ  | Giành quyền tham dự |     | Trung Quốc | Tajikistan | Turkmenistan | Việt Nam |
| -- | ------------ | -- | - | - | - | -- | -- | --- | -- | ------------------- | --- | ---------- | ---------- | ------------ | -------- |
| 1  | Trung Quốc   | 6  | 5 | 1 | 0 | 13 | 2  | +11 | 16 | Vòng 2              |     |            | 0–0        | 1–0          | 4–0      |
| 2  | Tajikistan   | 6  | 4 | 1 | 1 | 15 | 2  | +13 | 13 |                     |     | 0–1        |            | 5–0          | 4–0      |
| 3  | Turkmenistan | 6  | 2 | 0 | 4 | 8  | 13 | −5  | 6  |                     | 1–4 | 1–2        |            | 2–1          |          |
| 4  | Việt Nam     | 6  | 0 | 0 | 6 | 2  | 21 | −19 | 0  |                     | 1–3 | 0–4        | 0–4        |              |          |

### Bảng 9
| VT | Đội        | ST | T | H | B | BT | BB | HS  | Đ  | Giành quyền tham dự |     | Kazakhstan | Iraq | Pakistan |
| -- | ---------- | -- | - | - | - | -- | -- | --- | -- | ------------------- | --- | ---------- | ---- | -------- |
| 1  | Kazakhstan | 4  | 4 | 0 | 0 | 15 | 2  | +13 | 12 | Vòng 2              |     |            | 3–1  | 3–0      |
| 2  | Iraq       | 4  | 2 | 0 | 2 | 14 | 8  | +6  | 6  |                     |     | 1–2        |      | 6–1      |
| 3  | Pakistan   | 4  | 0 | 0 | 4 | 3  | 22 | −19 | 0  |                     | 0–7 | 2–6        |      |          |

### Bảng 10
| VT | Đội         | ST | T | H | B | BT | BB | HS  | Đ | Giành quyền tham dự |  | Qatar | Sri Lanka | Ấn Độ | Philippines |
| -- | ----------- | -- | - | - | - | -- | -- | --- | - | ------------------- |  | ----- | --------- | ----- | ----------- |
| 1  | Qatar (H)   | 3  | 3 | 0 | 0 | 14 | 0  | +14 | 9 | Vòng 2              |  |       | 3–0       | 6–0   | 5–0         |
| 2  | Sri Lanka   | 3  | 1 | 1 | 1 | 4  | 4  | 0   | 4 |                     |  |       |           | 1–1   |             |
| 3  | Ấn Độ       | 3  | 1 | 1 | 1 | 3  | 7  | −4  | 4 |                     |  |       |           | 2–0   |             |
| 4  | Philippines | 3  | 0 | 0 | 3 | 0  | 10 | −10 | 0 |                     |  | 0–3   |           |       |             |

## Vòng 2

### Bảng A
| VT | Đội         | ST | T | H | B | BT | BB | HS | Đ  | Giành quyền tham dự                |     | Ả Rập Xê Út | Iran | Trung Quốc | Qatar | Kuwait |
| -- | ----------- | -- | - | - | - | -- | -- | -- | -- | ---------------------------------- | --- | ----------- | ---- | ---------- | ----- | ------ |
| 1  | Ả Rập Xê Út | 8  | 4 | 2 | 2 | 8  | 6  | +2 | 14 | Giải vô địch bóng đá thế giới 1998 |     |             | 1–0  | 1–1        | 1–0   | 2–1    |
| 2  | Iran        | 8  | 3 | 3 | 2 | 13 | 8  | +5 | 12 | Đi tiếp vào vòng 3                 |     | 1–1         |      | 4–1        | 3–0   | 0–0    |
| 3  | Trung Quốc  | 8  | 3 | 2 | 3 | 11 | 14 | −3 | 11 |                                    |     | 1–0         | 2–4  |            | 2–3   | 1–0    |
| 4  | Qatar       | 8  | 3 | 1 | 4 | 7  | 10 | −3 | 10 |                                    | 0–1 | 2–0         | 1–1  |            | 0–2   |        |
| 5  | Kuwait      | 8  | 2 | 2 | 4 | 7  | 8  | −1 | 8  |                                    | 2–1 | 1–1         | 1–2  | 0–1        |       |        |

### Bảng B
| VT | Đội         | ST | T | H | B | BT | BB | HS | Đ  | Giành quyền tham dự                |     | Ả Rập Xê Út | Iran | Trung Quốc | Qatar | Kuwait |
| -- | ----------- | -- | - | - | - | -- | -- | -- | -- | ---------------------------------- | --- | ----------- | ---- | ---------- | ----- | ------ |
| 1  | Ả Rập Xê Út | 8  | 4 | 2 | 2 | 8  | 6  | +2 | 14 | Giải vô địch bóng đá thế giới 1998 |     |             | 1–0  | 1–1        | 1–0   | 2–1    |
| 2  | Iran        | 8  | 3 | 3 | 2 | 13 | 8  | +5 | 12 | Đi tiếp vào vòng 3                 |     | 1–1         |      | 4–1        | 3–0   | 0–0    |
| 3  | Trung Quốc  | 8  | 3 | 2 | 3 | 11 | 14 | −3 | 11 |                                    |     | 1–0         | 2–4  |            | 2–3   | 1–0    |
| 4  | Qatar       | 8  | 3 | 1 | 4 | 7  | 10 | −3 | 10 |                                    | 0–1 | 2–0         | 1–1  |            | 0–2   |        |
| 5  | Kuwait      | 8  | 2 | 2 | 4 | 7  | 8  | −1 | 8  |                                    | 2–1 | 1–1         | 1–2  | 0–1        |       |        |

## Vòng 3
Hai đội xếp thứ nhì ở hai bảng của vòng 2 sẽ thi đấu một trận duy nhất tại địa điểm trung lập ở Malaysia. Hiệp phụ (có áp dụng luật bàn thắng vàng) và loạt sút luân lưu được sử dụng trong trường hợp cần thiết.
| Đội 1 | Tỉ số        | Đội 2    |
| ----- | ------------ | -------- |
| Iran  | 2–3 (s.h.p.) | Nhật Bản |

| Iran                 | 2–3 (s.h.p.)                   | Nhật Bản                           |
| -------------------- | ------------------------------ | ---------------------------------- |
| Azizi 46' · Daei 58' | Chi tiết (FIFA) Chi tiết (JFA) | Nakayama 39' · Jo 75' · Okano 118' |

Nhật Bản thắng bằng bàn thắng vàng và giành quyền tham dự Giải vô địch bóng đá thế giới 1998.

## Play-off liên lục địa
Đội xếp thứ tư của khu vực châu Á sẽ gặp đội đứng đầu của khu vực châu Đại Dương (OFC) trong hai lượt trận play-off theo thể thức sân nhà–sân khách. Đội chiến thắng trong trận đấu này sẽ giành suất cuối cùng tham dự Giải vô địch bóng đá thế giới 1998.
| Đội 1 | TTS     | Đội 2 | Lượt đi | Lượt về |
| ----- | ------- | ----- | ------- | ------- |
| Iran  | (a) 3–3 | Úc    | 1–1     | 2–2     |

Tổng tỷ số là 3–3. Iran thắng theo luật bàn thắng sân khách.

## Các đội vượt qua vòng loại
Bốn đội tuyển sau đây thuộc AFC đã vượt qua vòng loại để tham dự vòng chung kết Giải vô địch bóng đá thế giới 1998.
| Đội         | Tư cách vượt qua vòng loại       | Ngày vượt qua vòng loại | Tham dự trước đây tại Giải vô địch bóng đá thế giới |
| ----------- | -------------------------------- | ----------------------- | --------------------------------------------------- |
| Hàn Quốc    | Nhất bảng B vòng 2               | 18 tháng 10 năm 1997    | 4 (1954, 1986, 1990, 1994)                          |
| Ả Rập Xê Út | Nhất bảng A vòng 2               | 12 tháng 11 năm 1997    | 1 (1994)                                            |
| Nhật Bản    | Thắng trận play-off châu lục     | 16 tháng 11 năm 1997    | 0 (lần đầu)                                         |
| Iran        | Thắng trận play-off liên lục địa | 29 tháng 11 năm 1997    | 1 (1978)                                            |

## Cầu thủ ghi bàn
Đã có 459 bàn thắng ghi được trong 132 trận đấu, trung bình 3.48 bàn thắng mỗi trận đấu.
19 bàn thắng
- Karim Bagheri

14 bàn thắng
- Kazuyoshi Miura

9 bàn thắng
- Ali Daei
- Choi Yong-soo

8 bàn thắng
- Khodadad Azizi
- Mohammed Salem Al-Enazi
- Oleg Shatskikh

7 bàn thắng
- Takuya Takagi
- Khaled Al-Muwallid

6 bàn thắng
- Hao Haidong
- Said Bayazid

5 bàn thắng
- Hidetoshi Nakata
- Jasem Al Huwaidi
- Ibrahim Al-Shahrani
- Omar Al Ariki

4 bàn thắng
- Fan Zhiyi
- Mehdi Mahdavikia
- Alireza Mansourian
- Hussam Fawzi
- Viktor Zubarev
- Bashar Abdulaziz
- Nihad Al Boushi
- Arsen Avakov
- Khamees Saad Mubarak
- Ravshan Bozorov
- Andrei Fyodorov
- Igor Shkvyrin

3 bàn thắng
- Gao Feng
- Rocky Putiray
- Widodo Putro
- Hamid Estili
- Reza Shahroudi
- Laith Hussein
- Yutaka Akita
- Wagner Lopes
- Hiroshi Nanami
- Boulat Esmagambetov
- Vladimir Loginov
- Pavel Yevteyev
- Sergey Kutsov
- Ahmed Hassan
- Mahmoud Soufi
- Obeid Al-Dosari
- Fahad Al-Mehallel
- Kim Do-hoon
- Lee Sang-yoon
- Yoo Sang-chul
- Nader Joukhadar
- Khaled Al Zaher
- Shukhrat Dzhaborov
- Takhirdjon Mouminov
- Mouslim Agaev
- Zuhair Bakheet

2 bàn thắng
- Mohammed Jewel Rana
- Hok Sochetra
- Li Bing
- Ma Mingyu
- Peng Weiguo
- Ansyari Lubis
- Ronny Wabia
- Mehrdad Minavand
- Ali Asghar Modir Roosta
- Sahib Abbas
- Qahtan Chathir
- Shoji Jo
- Hiroaki Morishima
- Masashi Nakayama
- Akinori Nishizawa
- Norio Omura
- Jeris Tadrus
- Alexei Klishin
- Nourken Mazbaev
- Fawaz Al Ahmad
- Hamed Al Saleh
- Farhat Haitbaev
- Aleksandr Merzlikin
- Abdulfattah Shehab
- Mahfood Sultan Al Araimi
- Saeed Shaaban Al Busaidy
- Majdi Shaaban Samir
- Mohammad Umer
- Zamel Al Kuwari
- Adel Khamis Al Noobi
- Fazli
- Choi Moon-sik
- Ha Seok-ju
- Seo Jung-won
- Roshan Perera
- Aref Al Agha
- Tarek Jabban
- Oumed Alidodov
- Viacheslav Knizaev
- Natipong Sritong-In
- Adnan Al Talyani
- Adel Mohamed Abdulla
- Numon Khasanov
- Sergey Lebedev
- Shukhrat Maksudov
- Abdukahhor Marifaliev
- Nikolai Shirshov

1 bàn thắng
- Khaled Al-Doseri
- Hameed Darwish
- Faisal Aziz Rashed
- Mohammed Alfaz Ahmed
- Ahmed Imtiaz
- Li Jinyu
- Li Ming
- Mao Yijun
- Su Maozhen
- Zhang Enhua
- Chen Kuei-jen
- Hsu Te Ming
- Huang Che-ming
- Lin Wen Han
- Au Wai Lun
- Cheng Sin Siu
- Lee Kin Woo
- Carlton Chapman
- Bruno Coutinho
- Raman Vijayan
- Sudirman
- Farhad Majidi
- Ali Mousavi
- Haidar Abdullah
- Ahmed Radhi
- Sadiq Saadoun
- Yasuto Honda
- Masami Ihara
- Masayuki Okano
- Naoki Soma
- Motohiro Yamaguchi
- Basam Al-Khateeb
- Hassouneh Al-Sheikh
- Ruslan Baltiyev
- Vitali Sparyshev
- Valeri Yablochkin
- Dmitri Yurist
- Faisal Al Otaibi
- Hani Al Saqer
- Jamal Mubarak
- Abdullah Saihan
- Vladimir Chertkov
- Sergei Ivanov
- Alexandr Korzanov
- Kanat Sardarov
- Rafik Yusupov
- Babkin Melikian
- Wael Nazha
- Che Chi Man
- Cheang Chon Man
- José Maria da Cruz Martins
- Idris Abdul Karim
- Azman Adnan
- Ahmad Che Zambil
- Rosdee Sulong
- Zainal Abidin Hassan
- Deepak Amatya
- Hari Khadka
- Mohamed Tayib Abdul Noor
- Farid Al Masori
- Nabeel Mubar Al Siyabi
- Zahir Rafiq
- Dahi Al Naemi
- Abdul Jaloof
- Nasir Khamees
- Waleed Bakhit Maayof
- Abdulaziz Al-Dosari
- Abdullah Al-Dosari
- Sami Al-Jaber
- Khalid Al-Temawi
- Yousuf Al-Thunayan
- Khamis Al-Zahrani
- Chuan Tan Teng
- Zulkarnaen Zainal
- Ko Jeong-woon
- Lee Min-sung
- Park Kun-ha
- Roh Sang-rae
- Anton Silva
- Chaminda Steinwall
- Redwan Abrash
- Ali Cheikh Dib
- Abdel Kader Rifai
- Ammar Rihawi
- Bashar Srour
- Loay Taleb
- Alier Achourmamadov
- Dusit Chalermsan
- Krissada Piandit
- Piyapong Pue-on
- Redjeb Agabaev
- Valeri Broshin
- Valeri Gulyan
- Djumadurdy Meredov
- Georgi Tkavadze
- Bakhit Alabadla
- Gholam Ali
- Hassan Mubarak
- Mohamed Obaid
- Ahmed Saeed
- Jafar Irismetov
- Bahtior Kambaraliev
- Mirdjalal Kasimov
- Lê Huỳnh Đức
- Nguyễn Công Vinh
- Abdul Rahman Abdulla
- Jeyeb Bashafal
- Esam Dariban
- Munif Shaef Noman
- Mohammed Zughair

1 bàn phản lưới nhà
- Sadiq Saadoun (trong trận gặp Kazakhstan)
- Raju Kaji Shakya (trong trận gặp Oman)